# Alexandre Lenoir
Pour les articles homonymes, voir Lenoir.
Alexandre Lenoir, né le 27 décembre 1761 à Paris et mort le 11 juin 1839 également à Paris, est un médiéviste français, conservateur de musée, connu pour avoir créé et administré le musée des Monuments français. Il fut le premier maître d'Honoré Daumier.

## Biographie
Élève au collège des Quatre-Nations chez les pères de l'Oratoire, Alexandre Lenoir intègre en 1778 l'Académie royale de peinture et de sculpture et fait son apprentissage auprès du peintre Gabriel-François Doyen. Il abandonne rapidement cette carrière et s'essaye à l'écriture.
Au début de la Révolution française, on décide la réunion, pour éviter leur dispersion et leur destruction, de tous les objets d'art des biens nationaux confisqués aux différentes maisons religieuses, afin qu'ils soient entreposés dans un même lieu. L'Assemblée constituante nomme Alexandre Lenoir, grâce au soutien de Jean Sylvain Bailly, gardien du dépôt des Petits-Augustins (1791-1795), et l'installe dans le « ci-devant » couvent des Petits-Augustins.
Le 1er août 1793, la Convention décrète la destruction des tombeaux des « ci-devant rois » de la basilique Saint-Denis. Alexandre Lenoir est le témoin de la destruction des tombes royales, des ossements jetés dans une fosse ou volés. Il s’oppose à la fureur des profanateurs et des pilleurs, tandis qu’un nouveau terme fait son apparition dans le vocabulaire français : « vandalisme ». Blessé en voulant sauver de la destruction le mausolée de Richelieu provenant de son château du Poitou, il parvient à sauver du saccage les statues et les gisants qu'il fait entreposer au couvent des Petits-Augustins.
Il parvient à sauver in extremis quelques reliques royales macabres — notamment l'omoplate d’Hugues Capet, un fémur de Charles V, les côtes de Philippe le Bel et de Louis XII, la mâchoire inférieure de Catherine de Médicis, les tibias du cardinal de Retz ou de Charles VI—, qui seront rapportées un siècle plus tard dans le caveau des Bourbon de la basilique Saint-Denis.
En 1795, le musée des Monuments français, dont il est nommé administrateur (il le reste jusqu'à sa disparition en 1816), ouvre ses portes au public. Ce musée propose un parcours chronologique de salles dédiées à chaque période et le musée a une influence durable, bien que Lenoir y ait mis en scène et reconstitué des monuments sans aucune garantie scientifique. Le mouvement romantique en est particulièrement imprégné (Victor Hugo au premier chef : adolescent, il habitait non loin du musée), et son empreinte sur l'historiographie est prégnante. L'Empire, qui soutient son action en faveur du patrimoine lui décerne la Légion d'honneur. Le musée est démantelé en 1816, au début de la Restauration, et les lieux dévolus à la nouvelle École des beaux-arts.
Poursuivant son œuvre, Alexandre Lenoir tente en vain de sauver les façades du château d'Anet, de la cathédrale de Cambrai et l’église de l’abbaye de Cluny.
Toujours en 1816, Louis XVIII charge Alexandre Lenoir de replacer les dépouilles royales, et le nomme administrateur des tombeaux de la basilique Saint-Denis.
Il meurt en 1839, profondément meurtri par la disparition de « son » musée.
Écrivain prolifique, Alexandre Lenoir laisse derrière lui plus d'une centaine d'œuvres de toute nature (essais, rapports, catalogues, théâtre…).
Alexandre Lenoir était l'aîné des huit enfants de Catherine Louise Adam († 1790) et d'Alexandre Lenoir père (1723-1802), bonnetier du roi dont la boutique était sise rue Saint-Honoré, près du palais des Tuileries. Son père avait épousé en premières noces Marie Charlotte Mouton, qui lui a donné quatre autres frères et sœurs.
Le 7 février 1794, Alexandre Lenoir avait épousé Adélaïde Binart, peintre, élève comme lui de Doyen. Ils ont eu trois enfants, Zélia (1795-1813), élève de Jacques-Louis David,, enterrée au cimetière de Saint-Sulpice à Vaugirard, Albert (1801-1891, architecte d'histoire, fondateur du musée du Moyen Âge et père d'Alfred Lenoir) et Clodomir (1804-1887, peintre d'histoire).

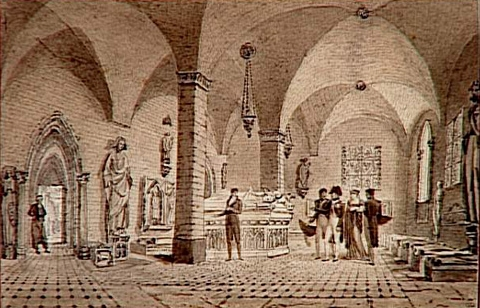
Napoléon et Joséphine visitent le musée des Monuments français avec Alexandre Lenoir.
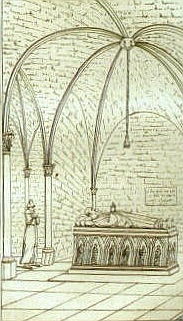
Vue du tombeau d'Abélard à Saint-Marcel. Gravure d'après un dessin d'Alexandre Lenoir.
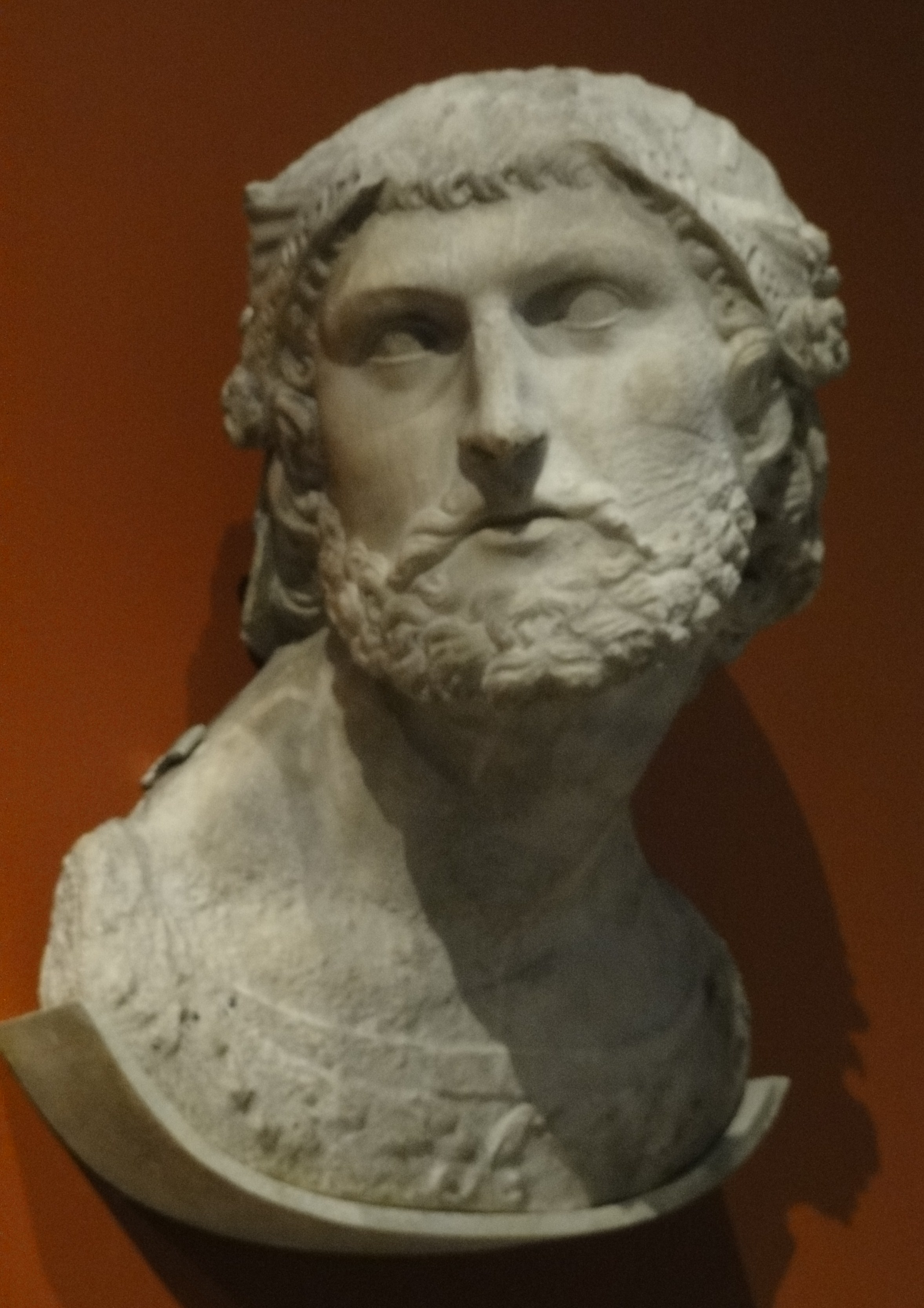
Élément du château de Gaillon sauvegardé par A. Lenoir.
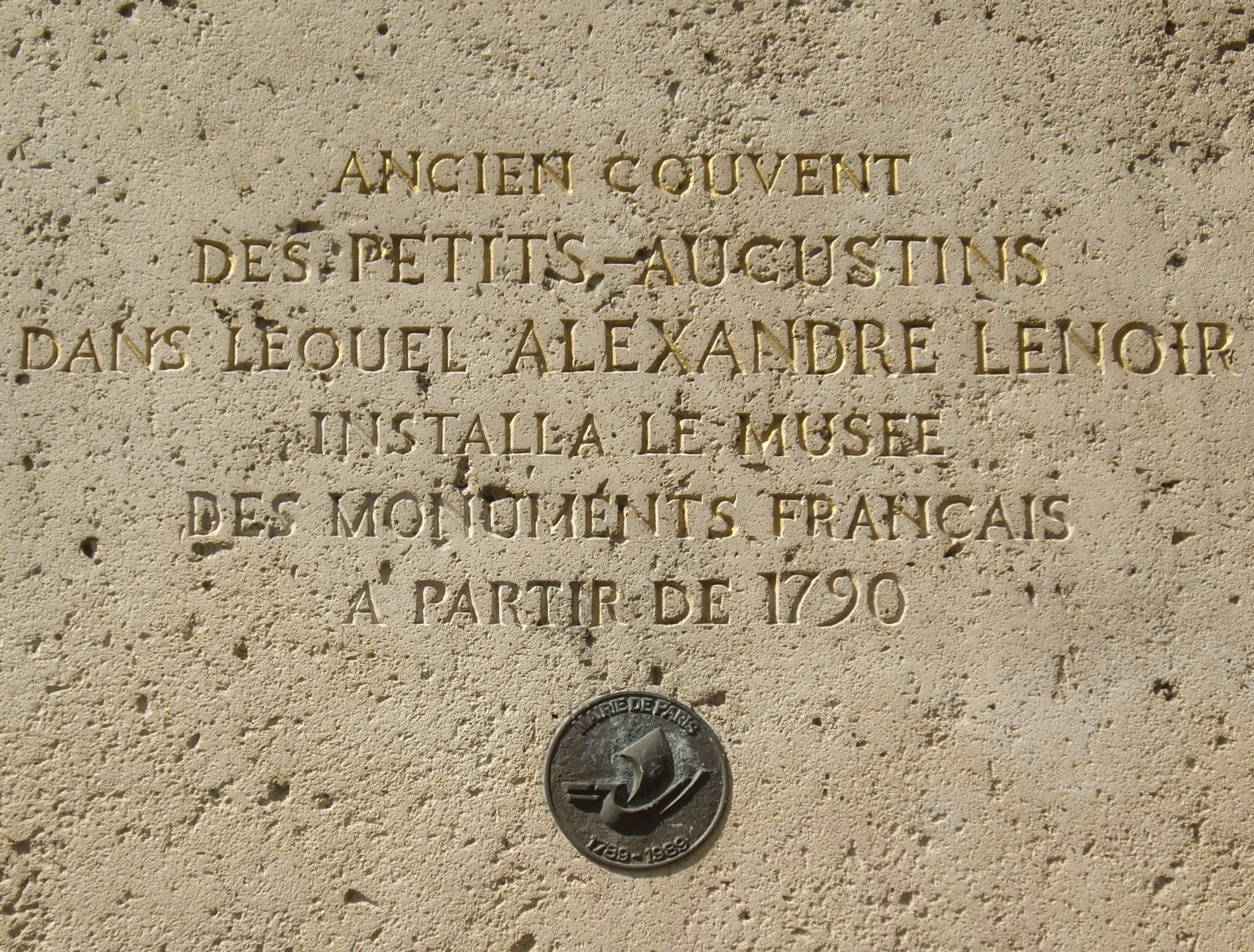
Plaque posée devant l'École des beaux-arts à Paris, où Alexandre Lenoir avait installé le musée des Monuments français.

## Iconographie
On connaît plusieurs portraits d'Alexandre Lenoir :
- De Marie-Geneviève Bouliard, un tableau exposé au salon de 1796, acheté en 1899 par le musée Carnavalet.
- De Pierre-Maximilien Delafontaine, une toile, datée de 1799, fut donnée en 1921 par Alfred-Charles Lenoir, petit-fils du modèle, au musée national du château de Versailles. A. Lenoir tient l'urne contenant les cendres de Molière (déplacée au musée des Monuments français) et il se tient devant le tombeau de François Ier qui avait été remonté au Musée.
- De Jacques-Louis David, le tableau intitulé Portrait d'Alexandre Lenoir, commencé en France et achevé à Bruxelles en 1817, acquis en 1921 par le musée du Louvre.

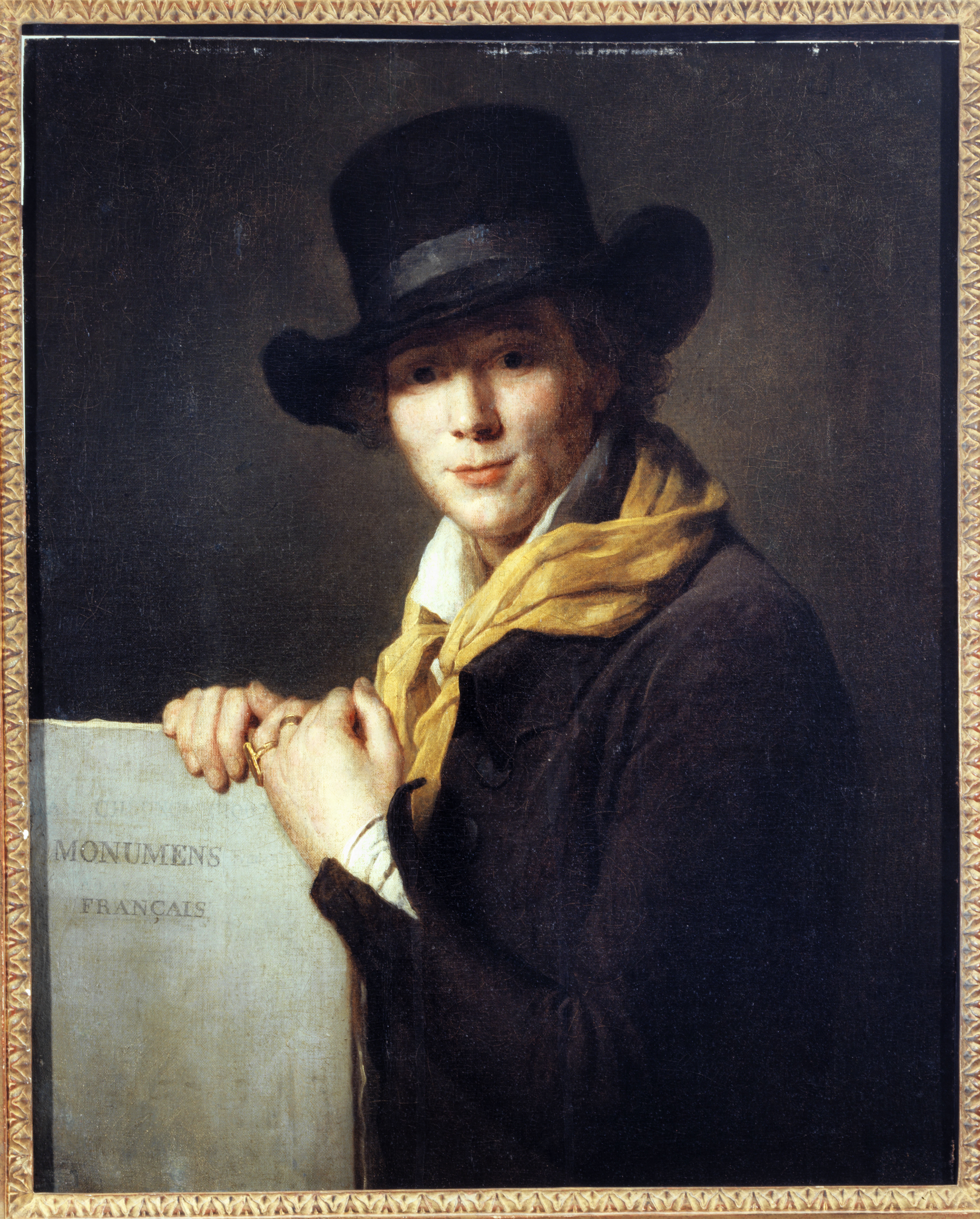
Alexandre Lenoir par Marie-Geneviève Bouliard (1796).
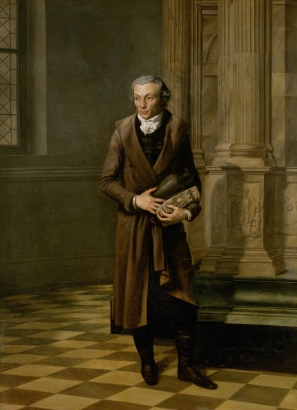
Alexandre Lenoir par Pierre-Maximilien Delafontaine (1799).
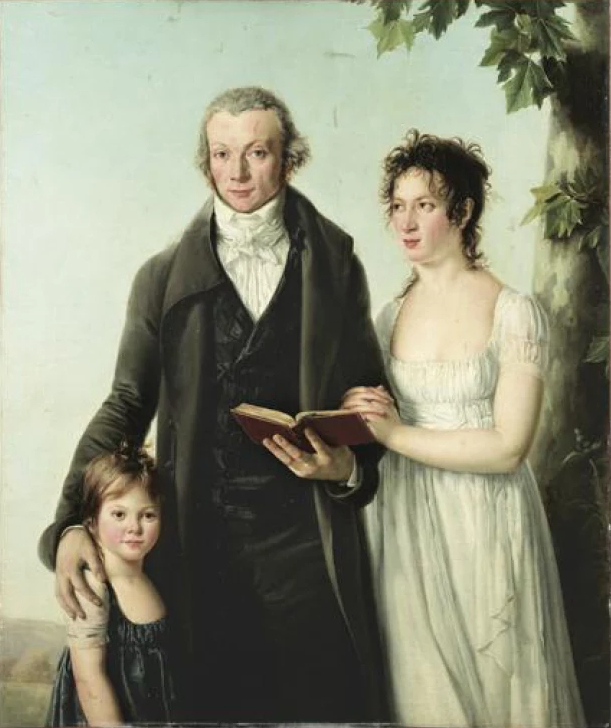
Alexandre Lenoir avec son épouse Adélaïde Binart et leur fille Zélia (vers 1800), attribué à Pierre-Maximilien Delafontaine

## Publications
Très nombreuses publications, dont :
- Notice historique des monumens des arts, réunis au Depot national, rue des Petits Augustins ; suivis d'un traité de la peinture sur verre, chez Cussac imprimeur-libraire, Paris, an IV de la République (lire en ligne)
- Description historique et chronologique des monuments de sculpture réunis au Musée des monuments français, suivie d'un Traité historique de la peinture sur verre, Paris, Musée des monuments français, an V (1795-1796) (3e édition ; on relève une 7e édition publiée en l'an XI (1802-1803).
- Musée des monuments français ou Description historique et chronologique des statues en marbre et en bronze, bas-reliefs et tombeaux des hommes et des femmes célèbres, pour servir à l'histoire de France et à celle de l'art ; ornée de gravures et augmentée d'une dissertation sur les costumes de chaque siècle
  - tome 1, « Monumens antiques. Monumens français. Monuments celtiques. Monumens du Moyen Âge. Monumens du XIIIe siècle. Description de plusieurs monumens qui n'ont pu se comprendre dans les précédentes dissertations : monumens du VIIIe siècle, monumens du XIIe siècle », imprimerie Guilleminet, Paris, 1800 (lire en ligne)
  - tome 2, « Chronologie des rois de France. Monumens du XIVe siècle. Monumens du XVe siècle », imprimerie d'Hacquart (lire en ligne)
  - tome 3, « Monumens du XVIe siècle. Première partie », imprimerie Guilleminet, Paris, 1802 (lire en ligne)
  - tome 4, « Monumens du XVIe siècle. Seconde partie », imprimerie d'Hacquart, 1805 (lire en ligne)
  - tome 5, « Monumens du XVIIe siècle. Résumé général. Table alphabétique et historique des matières », imprimerie d'Hacquart, 1806 (lire en ligne)
  - tome 6, « Histoire de la peinture sur verre, et description des vitraux anciens et modernes, pour servir à l’histoire de l’art, relativement à la France; ornée de gravures, et notamment de celles de la fable de Cupidon et Psyché, d’après les dessins de Raphael », Imprimerie de Guilleminet, Paris, 1803 (lire en ligne).
  - tome 7, « Aperçu historique des arts du dessin », chez Nepveu libraire, Paris, 1821 (lire en ligne)
- Recueil de portraits inédits des hommes et des femmes qui ont illustré la France sous différens règnes, dont les originaux sont conservés dans ledit musée, Paris, 1809.
- Histoire des arts en France, prouvée par les monuments. Suivie d’une description chronologique des statues en marbre et en bronze, bas-reliefs et tombeaux des hommes et des femmes célèbres, réunis au Musée impérial des monuments français, Hacquart, Paris, 1810.
- Musée impérial des monuments français : histoire des arts en France, et description chronologique des statues en marbre et en bronze, bas-reliefs et tombeaux des hommes et des femmes célèbres, qui sont réunis dans ce musée, Hacquart, Paris, 1810.
- Traité historique de la peinture sur verre et description des vitraux anciens et modernes, pour servir à l'histoire de l'art en France, J.-B. Dumoulin, Paris, 1856 (lire en ligne)

## Distinctions et sociétés
- Chevalier de la Légion d'honneur (1814)[10]
- Chevalier de l'ordre royal et militaire de Saint-Louis
- Ordre de l’Éperon d’Or (1815)
- Membre de l’Académie celtique de France
- Membre de la Société philotechnique
- Membre de l’Athénée de la langue française
- Membre honoraire de l’Académie italienne
- Membre de la Société libre des sciences, lettres et arts de Soissons
- Membre de la Société libre des sciences, lettres et arts du département de la Loire-Inférieure
- Membre honoraire de la Société des antiquaires de Londres
- Membre honoraire de l'Académie des Arcades
- Membre de l'académie de Stanislas[11] (Société libre des sciences, lettres et arts de Nancy)
- Membre de la Loge Saint-Jean ou Saint-Alexandre d'Écosse et le Contrat social, convent de Paris, de la Loge Le Grand Sphinx (convent de Paris), de la Mère-Loge du Rite écossais philosophique en France (convent de Paris, 1er janvier 1813), Grand adepte (1818-1820) de l'ordre du Temple, grande maison métropolitaine de l'ordre l'Orient (1818), puis écuyer de l'ordre du Temple (convent de Paris, vers 1824).

## Documentation
Une partie de ses archives est déposée à l'Institut national d'histoire de l'art.